# Guillaume Robustelly
Guillaume Robustelly (Herzogenrath, tussen 1718 en 1725 - Luik, 1793) was een orgelbouwer die werkzaam was te Luik. Hij was leerling en opvolger van Jean-Baptiste le Picard en in zijn tijd een der belangrijkste vertegenwoordigers van de Luikse School. Hij was, ondanks zijn Italiaans aandoende achternaam, van oorsprong Duitstalig.
De orgels worden tot de klassieke periode gerekend maar niet, zoals vele Van Peteghem orgels, tot de rococo.

## Robustelly-orgels

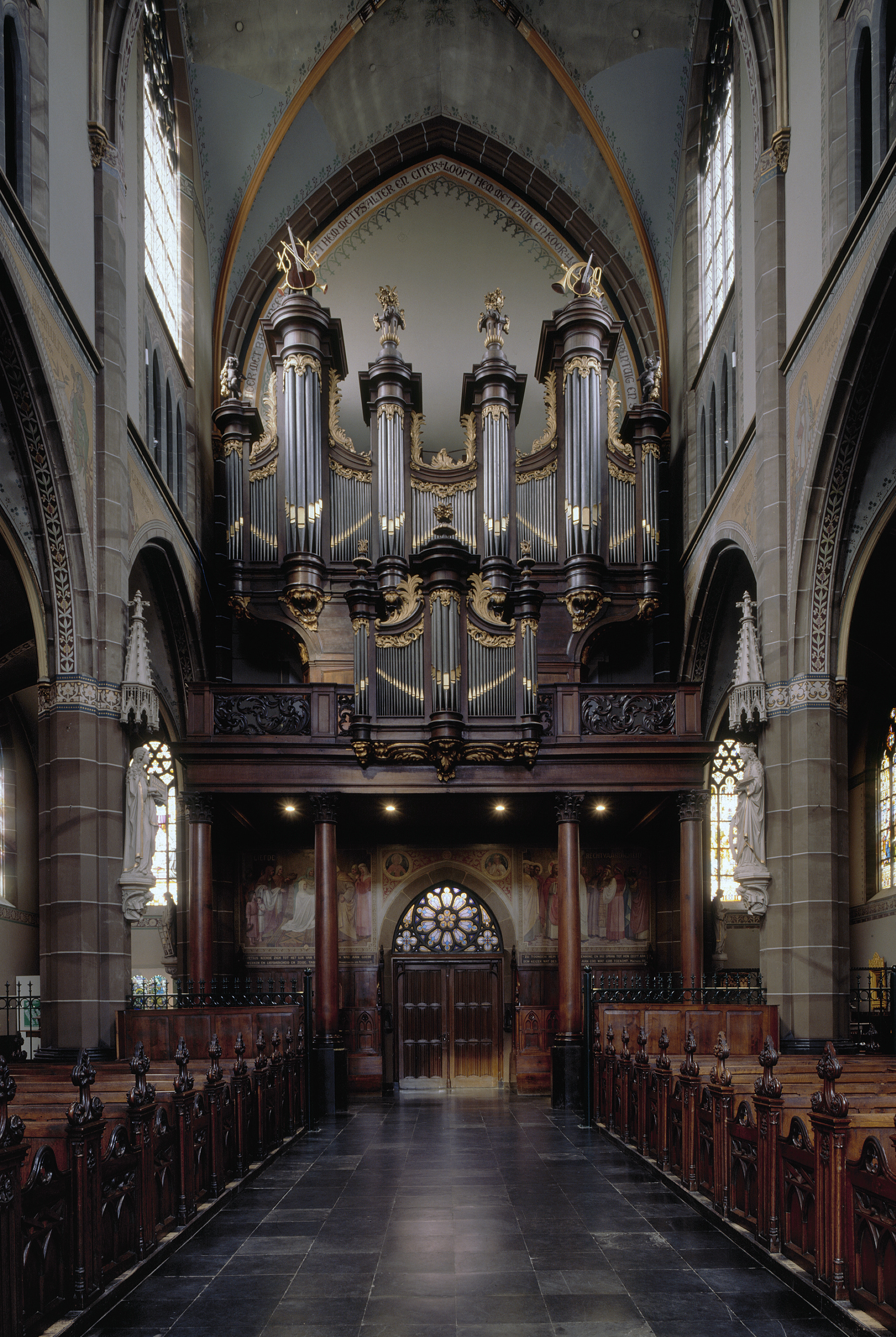
Het Robustelly-orgel in de Sint-Lambertuskerk (Helmond)

Robustelly-orgels bevinden of bevonden zich in:
- Sank-Nikolaus Kerk te Eupen (1762-1764) (nu in het orgel van de Caroluskapel te Roermond).
- De Abdijkerk van Vlierbeek (1765), gebouwd door Le Picard met medewerking van Robustelly.
- De kerk van de Ierse Predikheren te Leuven, uit 1769, een van zijn eerste werken.
- De Caroluskapel van de Kartuizerklooster Bethlehem te Roermond. Dit orgel werd in 1764 gebouwd voor de Sankt-Nikolauskerk te Eupen en het binnenwerk werd in 1986 geplaatst in de Caroluskapel.
- Onze-Lieve-Vrouwkerk te Herent. Een orgel uit 1770.
- De Sint-Hilariuskerk te Bierbeek (1770).
- De Sint-Lambertuskerk te Helmond. Dit orgel werd in 1772 gebouwd voor de abdij van Averbode.
- De Sint-Hubertuskerk te Wakkerzeel (1775).
- De Sint-Pieterskerk te Langdorp (1781).
- De Meinardskerk te Minnertsga. Dit orgel werd in 1785 gebouwd voor de Sint-Medarduskerk te Vreren. In 1874 werd het omgebouwd en kwam in de Hervormde kerk te Welsrijp te staan. In 1955 kwam het naar Minnertsga en het werd van 1987-2001 in twee fasen gerestaureerd door de firma Flentrop.
- De Sint-Bartholomeuskerk te Eckelrade. Dit orgel werd vermoedelijk in 1775 gebouwd voor de kloosterkerk te Hoogcruts en kwam in 1803 naar 's-Gravenvoeren. In 1868 kwam het naar de Sint-Johannes de Doperkerk te Limmel om in 1870 in de kerk van Eckelrade geplaatst te worden. Het werd meerdere malen ingrijpend gewijzigd om in de 21e eeuw in de oorspronkelijke staat te worden teruggebracht. Als zodanig werd het in 2004 weer in gebruik genomen.
- De Sint-Quintinuskerk te Zonhoven. Het orgel werd van 1761-1763 gebouwd voor de cisterciënzerabdij van Val-Saint-Lambert en werd in 1820 naar Zonhoven overgebracht.
- De Sint-Rochuskapel van de broeders cellieten te Luik. Dit orgel werd in 1769 gebouwd. Het orgel en de orgelkast werden in 1996 op de lijst van het uitzonderlijk cultureel erfgoed van het Waals Gewest geplaatst. Het is een van de weinige nog volledig intacte Robustelly-orgels.